# Mellona blanda
Mellona blanda är en fjärilsart som beskrevs av Van Eecke 1927. Mellona blanda ingår i släktet Mellona och familjen björnspinnare. Inga underarter finns listade i Catalogue of Life.